# Geositta crassirostris
Mineiro-de-bico-grosso ou curriqueiro-de-bico-grosso (Geositta crassirostris) é uma espécie de ave da família Furnariidae. É endémica do Peru. Os seus habitats naturais são matagal tropical ou subtropical de alta altitude.